# Георгій Чантурія

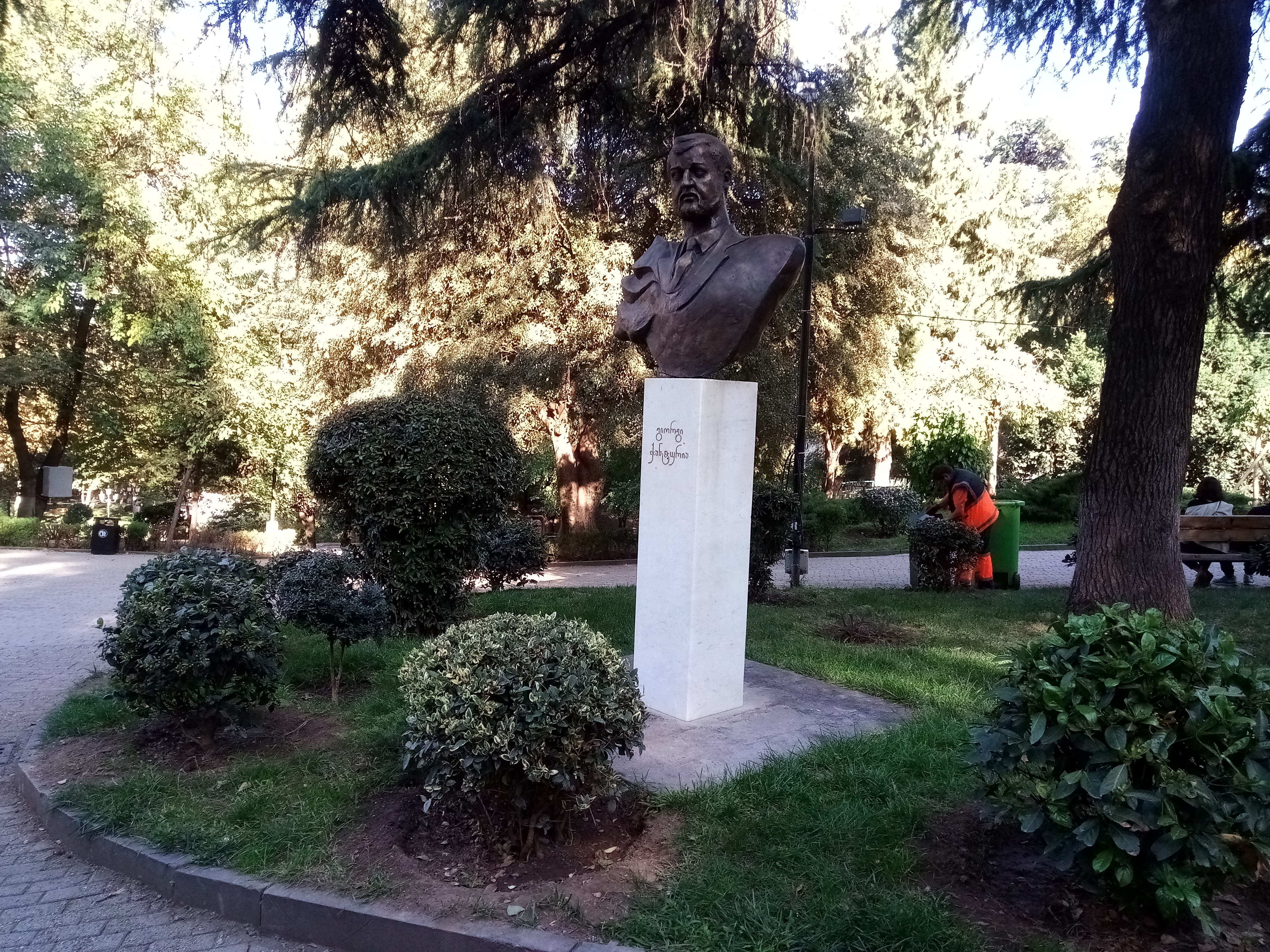

Георгій (Гія) Чантурія (нар. 19 серпня 1959, Тбілісі, Грузинська РСР — пом. 3 грудня 1994, Тбілісі, Республіка Грузія) — грузинський політик, дисидент, один із лідерів національно-визвольного руху, засновник Національно-демократичної партії Грузії та лідер у 1981—1994 рр. Його вбили в Тбілісі в 1994 році. Автор віршів, романів, публіцистичних листів.

## Біографія

### Дисидент в часи СРСР
У 1979 році вперше був заарештований за дисидентську діяльність. У 1981 році він відродив Національно-демократичну партію і став її головою. У 19837 знову заарештований за розповсюдження антирадянських видань. Після звільнення брав активну участь у національно-визвольному русі. У 1987 році брав участь у створенні Товариства Іллі Чавчавадзе, але в 1988 році вийшов з цієї організації. Після трагедії 9 квітня 1989 року недовго перебував у місцях позбавлення волі. У 1989 році опублікував у газеті «Грузинська хроніка» лист «Що обіцяє Кремль Грузії?».

### Політична діяльність в часи незалежності Грузії
З 1990 року відносини Чантурії зі Звіадом Гамсахурдіа погіршилися. Перше протистояння відбулося навколо Грузино-осетинського конфлікту. Чантурія критикував підхід Гамсахурдіа до етнічних проблем і стверджував, що першочерговим завданням національного руху має стати здобуття незалежності. На конференції дисидентських рухів їх політичні шляхи остаточно розійшлися. Чантурія, на відміну від Гамсахурдіа, не брав участі у Парламентських виборах 1990 в Грузинській РСР. і намагався організувати паралельний законодавчий орган — Національний конгрес, але спроба виявилася невдалою через непопулярність Конгресу з одного боку і посилення протистояння між його лідерами на інші.
Після обрання президентом Гамсахурдіа в 1991 році позиція Чантурії стала ще більш непримиренною. НДП активно виступала з антиурядовими виступами і поставила своїм гаслом відставку Гамсахурдіа. 16 вересня 1991 року Чантурія, який збирався летіти до Москви, був заарештований поліцією і ув'язнений за звинуваченням у змові проти держави. 27 грудня Чантурія втік з в'язниці разом з Джабою Йоселяні і взяв участь у Громадянській війні в Грузії, яка завершилася поваленням Президента Гамсахурдіа та приходом до влади Шеварнадзе.
Після державного військового перевороту та гшромадснської війни в 1992—1994 роках Чантурія перебував у помірній опозиції до уряду Едуарда Шеварднадзе, однак після приєднання Грузії до Співдружності Незалежних Держав його позиція стала більш критичною. У 1994 році Чантурія відкрито критикував міністра внутрішніх справ Шота Цірія, міністра безпеки Ігоря Георгадзе та міністра оборони Вардіко Надібаїдзе, звинувачуючи їх у проросійській орієнтації.

### Вбивство
3 грудня 1994 року невідомі відкрили вогонь по Гії Чантурія та його машині перед його під'їздом у центрі Тбілісі. Чантурія загинув на місці, його дружина Ірина Сарішвілі отримала важкі поранення. Зрештою вбивство залишилося нерозкритим. У різний час напад різні особи звинувачували Кібіная або Георгадзе. Після вбивства Чантурія Національно-демократична партія Грузії стала значно ослаблена. Георгій Чантурія похований на подвір'ї церкви Кашвети.

## Ресурси в Інтернеті
Шаблон:Nplg ბიოგრაფია